# Paweł Mackiewicz (literaturoznawca)
Paweł Mackiewicz – polski literaturoznawca, dr hab. nauk humanistycznych, adiunkt Instytutu Filologii Polskiej Wydziału Filologicznego Uniwersytetu Wrocławskiego.

## Życiorys
W 2004 ukończył studia w zakresie filologii polskiej na Uniwersytecie Wrocławskim, 23 września 2008 obronił pracę doktorską W kraju pełnym tematów. Kazimierz Wyka jako krytyk poezji, 22 listopada 2016 habilitował się na podstawie pracy zatytułowanej Sequel. O poezji Marcina Sendeckiego.
Objął funkcję adiunkta w Instytucie Filologii Polskiej na Wydziale Filologicznym Uniwersytetu Wrocławskiego.
Od 2022 członek jury Wrocławskiej Nagrody Poetyckiej Silesius.